# Пюи-э-Нюизман
Пюи́-э-Нюизма́н (фр. Puits-et-Nuisement) — коммуна во Франции, находится в регионе Шампань — Арденны. Департамент — Об. Входит в состав кантона Эссуа. Округ коммуны — Труа.
Код INSEE коммуны — 10310.
Коммуна расположена приблизительно в 175 км к юго-востоку от Парижа, в 85 км южнее Шалон-ан-Шампани, в 33 км к востоку от Труа. Стоит на реке Барс.

## Население
Население коммуны на 2008 год составляло 198 человек.
| 1962 | 1968 | 1975 | 1982 | 1990 | 1999 | 2008 |
| ---- | ---- | ---- | ---- | ---- | ---- | ---- |
| 200  | 209  | 182  | 210  | 204  | 192  | 198  |

## Экономика
В 2007 году среди 129 человек в трудоспособном возрасте (15—64 лет) 99 были экономически активными, 30 — неактивными (показатель активности — 76,7 %, в 1999 году было 68,4 %). Из 99 активных работали 91 человек (51 мужчина и 40 женщин), безработных было 8 (3 мужчины и 5 женщин). Среди 30 неактивных 8 человек были учениками или студентами, 13 — пенсионерами, 9 были неактивными по другим причинам.

## Достопримечательности
- Церковь Успения Пресвятой Богородицы (XVI век). Памятник истории с 1990 года[3]

## Фотогалерея
- Церковь Успения Пресвятой Богородицы
- Церковь Сен-Филипп
- Карта коммуны